# 조백규
조백규(趙伯圭, ? - 1191년)은 남송의 황족으로 수안희왕(秀安僖王) 조자칭(趙子偁)의 장남이며, 북송 태조 조광윤의 아들 조덕방(趙德芳)의 7대손이다. 남송 효종(南宋孝宗)의 친형이다. 원나라 때의 화가 조맹부의 고조부이다. 숭왕(崇王)에 추봉되고 시호(謚號)는 헌정(憲靖)으로 숭헌정왕으로 부르며, 작위가 수왕(秀王)이었으므로 수헌정왕으로도 부른다.
북송 효종 연간에 그는 현모각(顯謨閣) 학사와 용도각(龍圖閣)의 학사(學士)를 지냈고, 남송 광종(南宋光宗) 즉위 후에는 승진사여 소사(少師), 태보(太保)를 거쳐 부친 수안희왕의 추증작위였던 수왕(秀王)직에 습봉되었다. 1191년 판대종정사(判大宗正事)를 거쳐 태사(太師)로 승진하고 겸숭신군절도사(兼崇信軍節度使)로 부임하였다. 숭신군절도사로 재직 중에 병사하였다 숭왕(崇王)에 추봉되고 시호(謚號)는 헌정(憲靖)이다.

## 아들
- 조사직(趙師夔)
- 조사계(趙師揆)
- 조사수(趙師垂)
- 조사설(趙師禼)
- 조사우(趙師禹)
- 조사고(趙師皋)
- 조사암(趙師岩)
- 조사미(趙師彌)
- 조사책(趙師貢)

## 기타
원나라 때의 문인화가 조맹부는 그의 넷째 아들 조사수의 4대손이었다.

## 같이 보기
- 조맹부
- 북송 효종